# Antai
Antai ist ein Ort mit einer Landfläche von 0,11 km² auf dem Marakei-Atoll in den zum Inselstaat Kiribati gehörenden Gilbertinseln im Pazifischen Ozean. 2020 hatte der Ort 137 Einwohner.

## Geographie
Antai liegt im Nordosten von Marakei unweit des weiter westlich gelegenen Hauptortes Rawannawi und nördlich von Tekuanga. Im Ort gibt es ein traditionelles Versammlungshaus (Antai Maneaba).

## Klima
Das Klima ist tropisch heiß, wird jedoch von ständig wehenden Winden gemäßigt. Ebenso wie die anderen Orte des Marakei-Atolls wird Antai gelegentlich von Zyklonen heimgesucht.